# Troglodyte bambla
Microcerculus bambla
Espèce
Statut de conservation UICN

 LC  : Préoccupation mineure
Le Troglodyte bambla (Microcerculus bambla) est une espèce de passereaux de la famille des Troglodytidae.

## Répartition

Aire de répartition de Microcerculus bambla.

Cet oiseau se rencontre au Brésil, en Équateur, au Guyana, en Guyane, au Pérou, au Suriname et au Venezuela.

## Liste des sous-espèces
Selon GBIF (18 avril 2024) :
- Microcerculus bambla albigularis (P.L.Sclater, 1858)
- Microcerculus bambla bambla (Boddaert, 1783)
- Microcerculus bambla caurensis Berlepsch & Hartert, 1902

## Systématique
Le nom valide complet (avec auteur) de ce taxon est Microcerculus bambla (Boddaert, 1783).
L'espèce a été initialement classée dans le genre Formicarius sous le protonyme Formicarius bambla Boddaert, 1783.
Ce taxon porte en français le nom vernaculaire ou normalisé suivant : Troglodyte bambla,.
Microcerculus bambla a pour synonyme :
- Formicarius bambla Boddaert, 1783